# Vígdis Eliesersdóttir Hentze Bjørck
Vígdis Eliesersdóttir Hentze Bjørck är en dansk dansare, koreograf och skådespelare.
Hon är utbildad vid Balettakademin i Göteborg och fick sitt genombrott när hon vann den danska versionen av TV-danstävlingen So You Think You Can Dance?
År 2019 filmdebuterade hon i rollen som Johanna i dramafilmen Fågelfångarens son. Rollen resulterade i en nominering till Guldbaggen för bästa kvinnliga huvudroll vid Guldbaggegalan 2020.